# Odinokim predostavljaetsja obščežitie
Odinokim predostavljaetsja obščežitie (Одиноким предоставляется общежитие) è un film del 1983 diretto da Samson Iosifovič Samsonov.

## Trama
L'ex marinaio arriva all'ostello e lì incontra Vera Golubeva, che sta organizzando qualcosa come un'agenzia matrimoniale gratuita. Nel tempo, il marinaio si innamora di lei.